# Bdelloidea
Se procura a superfamília de ácaros, veja Bdelloidea (ácaros).
Os bdeloídeos (Bdelloidea, do grego βδελλα, bdella, "sanguessuga"), é uma classe de rotíferos que vivem em água doce em todo o mundo. Compreende apenas uma ordem Bdelloida. Foram descobertas cerca de 450 espécies de rotíferos bdeloídeos, que se distinguem entre si principalmente pela sua morfologia. As principais características que distinguem os bdeloídeos dos grupos de rotíferos relacionados são exclusivamente a reprodução partenogénica e a sua capacidade de sobreviverem em ambientes secos e severos ao entrarem num estado de dormência induzida por dessecamento (anidrobiose), em qualquer das suas fases de vida. São frequentemente denominados de "assexuais ancestrais", devido à sua peculiar história reprodução assexuada que compreende os últimos 25 milhões de anos do registo fóssil. Os rotíferos bdeloídeos são organismos pluricelulares microscópicos, que medem geralmente entre 150 e 700 µm de comprimento. A maioria são apenas um pouco menores do que o necessário para se poder ver a olho nu, mas são vistos como pequenos pontos brancos, utilizando-se uma lupa de pouco aumento, especialmente com a luz brilhante.